# Werner Fuld
Werner Fuld (* 1947 in Heidelberg) ist ein deutscher Autor und Literaturkritiker.

## Leben
Werner Fuld studierte Literatur- und Kunstgeschichte. Er arbeitete viele Jahre als Literaturkritiker unter anderem für die Frankfurter Allgemeine Zeitung (1980–1994) und Die Zeit. Als Autor veröffentlichte er Biografien, Lexika sowie zwei Bücher mit erfundenen Anekdoten. Neben der ersten Biografie Walter Benjamins (1979) legte er Lebensbeschreibungen von Wilhelm Raabe (1993) und Niccolò Paganini (2001) vor. Viel Aufsehen erregte auch sein Buch Die Bildungslüge (2004). Als Herausgeber veröffentlichte Fuld unter anderem Liebesbriefe bekannter Persönlichkeiten der Weltgeschichte. Seine Bücher wurden in zahlreiche Sprachen übersetzt.
Werner Fuld lebt in der Nähe von München.

## Schriften

### Buchveröffentlichungen
- Walter Benjamin. Zwischen den Stühlen. Eine Biographie, München / Wien 1979; zuletzt als: Walter Benjamin. Eine Biographie, Reinbek bei Hamburg 1990, ISBN 3-499-12675-3.
- Wilhelm Raabe. Eine Biographie, München / Wien 1993, ISBN 3-423-34324-9.
- Als Kafka noch die Frauen liebte. Unwahre Anekdoten über das Leben, die Liebe und die Kunst, Luchterhand, München 1994, ISBN 3-630-86842-8.
- Als Rilke noch die Polka tanzte. Neue unwahre Anekdoten über das Leben, die Liebe und die Kunst, München 1995, ISBN 3-630-86932-7.
- Das Lexikon der Fälschungen. Fälschungen, Lügen und Verschwörungen aus Kunst, Historie, Wissenschaft und Literatur, Frankfurt am Main 1999, ISBN 3-8218-1444-6.
- Von Katzen und anderen Menschen, Frankfurt am Main 1999; 2. Auflage 2006 unter ISBN 978-3-89561-705-8.
- Paganinis Fluch. Die Geschichte einer Legende, Frankfurt am Main 2001; zuletzt 2003 unter ISBN 3-499-23305-3.
- Lexikon der letzten Worte. Letzte Botschaften berühmter Männer und Frauen von Konrad Adenauer bis Emiliano Zapata, Frankfurt am Main 2001, ISBN 3-8218-1618-X.
- Das Lexikon der Wunder. Unerklärte Phänomene von Auferstehung bis Zwerg, Frankfurt am Main 2003, ISBN 3-8218-1617-1.
- Die Bildungslüge. Warum wir weniger wissen und mehr verstehen müssen, Berlin 2004; als Taschenbuch 2005, ISBN 3-596-16224-6.
- Das Buch der verbotenen Bücher. Universalgeschichte des Verfolgten und Verfemten von der Antike bis heute, Galiani, Berlin 2012, ISBN 978-3-86971-043-3.
- Eine Geschichte des sinnlichen Schreibens, Galiani, Berlin 2014, ISBN 978-3-86971-098-3.

### Übersetzungen
- Susan Sontag: Im Zeichen des Saturn. Essays (Under the sign of Saturn), München und Wien 1981 (mehrere Auflagen, zuletzt 2003 unter ISBN 3-446-20424-5)

### Als Herausgeber
- Karl August Varnhagen von Ense: Schriften und Briefe, Stuttgart 1991 (ISBN 3-15-002657-1)
- mit Albert Ostermaier: Die Göttin und ihr Sozialist. Christiane Grautoffs Autobiographie – ihr Leben mit Ernst Toller. Mit Dokumenten zur Lebensgeschichte, Bonn 1996 (ISBN 3-931135-18-7)
- Artur Landsberger: Berlin ohne Juden, Bonn 1998 (ISBN 3-931135-34-9)
- Johann Wolfgang von Goethe: „Du Einzige, die ich so lieben kann …“ Liebesbriefe, München und Zürich 1999 (ISBN 3-453-15279-4)
- „Ich küsse dich von Kopf bis Fuß …“ Liebesbriefe berühmter Männer und Frauen, München und Zürich 2000 (ISBN 3-453-17138-1)
- mit Thomas F. Schneider: „Sag mir, daß du mich liebst …“ – Erich Maria Remarque – Marlene Dietrich. Zeugnisse einer Leidenschaft, Köln 2001 (zuletzt 2003 unter ISBN 3-462-03338-7)
- „Dies sind nun also die letzten Zeilen …“. Die letzten Briefe großer Persönlichkeiten, Frankfurt am Main 2007 (ISBN 978-3-8105-0675-7 oder ISBN 3-8105-0675-3)